# Svanskog
Svanskog – miejscowość (tätort) w Szwecji, w regionie administracyjnym (län) Värmland, w gminie Säffle.
Według danych Szwedzkiego Urzędu Statystycznego liczba ludności wyniosła: 485 (31 grudnia 2015), 487 (31 grudnia 2018) i 485 (31 grudnia 2019).